# 京昌高速动车组列车
京昌高速动车组列车是中国铁路运行于首都北京市至江西省省会南昌市间的高速动车组列车，现每天开行4对列车。其中G169/170次列车运行区间为北京南站至南昌西站，途经北京、河北、天津、山东、江苏、安徽、浙江、江西六省二市；其余列车运行区间均为北京西站至南昌西站，途经北京、河北、河南、湖北、江西四省一市。

## 历史
2014年9月16日，配合沪昆高铁南昌西至长沙南段通车，新增北京西~南昌西G487/490、G489/488次、G491/494、G493/492次列车计2对高速动车组列车。同年12月10日，配合沪昆客运专线杭州东至南昌西段通车，原北京南~杭州东G33/38次列车延长至南昌西站始发终到。
2015年7月1日，G33/38次列车曾在蚌埠南至上饶区间改经合蚌高铁、合福高铁运行；但隔年1月10日恢复原经由。
2017年9月21日，配合武九客专开通，北京西~南昌西G487/490、G489/488次列车、G491/494、G493/492次列车计2对在武汉至南昌西区间改经武九客运专线、昌九城际铁路运行，车次分别调整为G487/488次、G491/492次。同年12月28日，为弥补武九客专开通后赣西地区无进京车的问题，G501/504次列车经由沪昆高铁延长至南昌西站始发终到，车次调整为G485/484、G486/483次。
2019年12月30日，配合京港高铁南昌至赣州段开通，G485/484、G486/483次列车延长至瑞金站始发终到，G491/492次列车延长至赣州西站始发终到。
2021年6月25日，配合京沪高铁运行图重排，原G33/38次列车车次调整为G169/170次。
2022年6月20日，配合京广高铁北段运行图重排，重新安排北京西~南昌西G85/86次、G491/492次列车2对。经由京沪高铁的G169/170次不作任何变动。
2022年10月11日，配合江西省铁路航空投资集团有限公司购买的CR400AF-Z加入运营，对经由京广高铁的进京列车进行重新安排，经过重排后安排G891/896次、G893/894次、G895/892次大站快车3对。经由京沪高铁的G169/170次不作任何变动。

## 使用列车
G169/170次列车使用配属济南局集团济南动车运用所的CRH380BL；G891/896次列车使用配属北京局集团石家庄动车运用所或北京南动车运用所的CR400AF-Z；G893/892次、G895/894次列车使用配属南昌局集团南昌西动车运用所的CR400AF-Z，均为重联运行。

## 轶事
- 南昌西站是中华人民共和国首个可通过高速动车组列车同时直通北京西站和北京南站的车站。
- 为照顾江西省部分地区进京需要，历史上相继开行往返南昌与北京之间多种不同走向的旅客列车，因而该现象被部分中国大陆火车迷称为“条条大路通北京”。
- 北京南~南昌西G169/170次列车并非由南昌局集团或北京局集团担当，而是由济南局集团担当。因而济南局集团被部分中国大陆火车迷称为“雷锋局”。（G169/170次列车途径济南局的范围，实际上这种车次并不是很罕见）